# Підок
Підо́к —  село в Україні, у Решетилівській міській громаді Полтавського району Полтавської області. Населення становить 57 осіб. До 2020 орган місцевого самоврядування — Сухорабівська сільська рада.

## Географія
Село Підок знаходиться за 2 км від правого берега річки Говтва, вище за течією на відстані 4,5 км розташоване село Михнівка, нижче за течією на відстані 5 км розташоване село Говтва, на протилежному березі - село Капустяни.

## Історія
12 червня 2020 року, відповідно до розпорядження Кабінету Міністрів України № 721-р «Про визначення адміністративних центрів та затвердження територій територіальних громад Полтавської області», село увійшло до складу Решетилівської міської громади.
19 липня 2020 року, в результаті адміністративно - територіальної реформи та ліквідації Решетилівського району, село увійшло до складу новоутвореного Полтавського району Полтавської області.